# Войтенко Василь Андрійович
Василь Андрійович Войте́нко (нар. 14 січня 1881, Волокитине — пом. 16 червня 1951, Харків) — український радянський співак (драматичний тенор); заслужений артист УРСР з 1933 року.

## Біографія
Народився 2 [14] січня 1881 року в селі Волокитному (тепер Конотопський район Сумської області, Україна). Впродовж 1901–1902 років приватно навчався вокалу у Миколи Маркевича у Санкт-Петербурзі, а у 1911–1912 роках в Мілані у Д. Оксілія
Вперше виступив як співак у 1907 році у Санкт-Петербурзі. Впродовж 1912–1920 років був солістом Театру музичної драми; у 1920–1923 роках — Опери Народного дому у Петрограді. В наступні роки соліст: 1923–1924 — Бакинського оперного театру; 1924–1925 — Харківського оперного театру; 1925–1926 — Новосибірського оперного театру; 1926–1927 — Харбінського орерного театру; 1927–1928 — Київського оперного театру; 1928–1932 — Державного робітничого оперного театру; 1932–1941 — Дніпропетровського театру опери та балету; 1941–1944 — об'єднаних Дніпропетровського та Одеського театрів опери та балету (Красноярськ, Іркутськ).
Протягом 1944–1951 — доцент Харківської консерваторії. Помер в Харкові 16 червня 1951 року.

## Творчість
Виконав партії:
- Андрій («Тарас Бульба» Миколи Лисенка, 1924, перше виконання);
- Степан («Купало» Анатоля Вахнянина);
- Кармелюк («Кармелюк» Володимира Йориша);
- Радамес («Аїда» Джузеппе Верді);
- Каніо («Паяци» Руджеро Леонкавалло);
- Матюшенко («Броненосець “Потьомкін”» Олеся Чишка);
- Садко, Вакула («Садко», «Ніч перед Різдвом» Миколи Римського-Корсакова);
- Герман («Пікова дама» Петра Чайковського);
- Андрій Хованський («Хованщина» Модеста Мусоргського);
- Давидов, Григорій («Піднята цілина», «Тихий Дон» Івана Дзержинського);
- Самсон («Самсон і Даліла» Каміля Сен-Санса);
- Гоффманн («Казки Гофмана» Жака Оффенбаха);
- Каварадоссі, Рудольф («Тоска», «Богема» Джакомо Пуччині).

У концертах виконував українські народні пісні, камерні твори українських та російських композиторів.